# 간동고등학교
간동고등학교(看東高等學校)는 대한민국 강원특별자치도 화천군 간동면 유촌리에 위치한 공립 고등학교이다.

## 학교 연혁
- 1982년 11월 30일 : 간동고등학교 설립 인가
- 1983년 3월 2일 : 간동고등학교 개교
- 2023년 9월 1일 : 제20대 이삼숙 교장 부임
- 2025년 1월 3일 : 제40회 졸업 18명(졸업생 누계 1,086명)
- 2025년 3월 4일 : 2025학년도 입학(남 5명, 여 5명 총 10명)

## 참고 자료
- 간동고등학교 - 한국교육학술정보원 학교알리미